# فیلیس کوتس
فیلیس کوتس (انگلیسی: Phyllis Coates; ۱۵ ژانویهٔ ۱۹۲۷ – ۱۱ اکتبر ۲۰۲۳) بازیگر اهل ایالات متحده آمریکا بود. وی بین سال‌های ۱۹۴۴ تا ۱۹۹۶ میلادی فعالیت می‌کرد.

## فیلم‌شناسی
- دختران باهوش حرف نمی‌زنند (۱۹۴۸)
- جستجو (۱۹۴۹)
- آسمان آبی من (۱۹۵۰)
- والنتینو (۱۹۵۱)
- سوپرمن و مردان کورموش (۱۹۵۱)
- دود اسلحه
- تسخیرناپذیران (۱۹۵۹)
- ویرجینیایی (۱۹۶۴)
- پزشک دهکده (۱۹۹۴)